# Wilhelm Bock (Politiker, 1895)
Wilhelm Ernest Bock (* 27. Dezember 1895 in Linz; † 31. Oktober 1966 in Vöcklabruck) war ein österreichischer Priester und christlichsozialer Politiker. Von 1934 bis 1938 war er Bürgermeister von Linz.  

## Leben
Wilhelm Bock wurde als Sohn eines Landesbeamten in Linz geboren. Nach Absolvierung des Gymnasiums in Linz studierte er ab 1914 Rechtswissenschaften an der Universität Wien. Er war Mitglied der katholischen Studentenverbindungen KaV Norica Wien und KÖHV Franco-Bavaria Wien im ÖCV.  Karl Perrelli Nach kriegsbedingter Unterbrechung promovierte er 1920 zum Dr. iur. und trat anschließend in die Oberösterreichische Landes-Brandschaden-Versicherung ein, deren stellvertretender Direktor er wurde.
Bock wurde im März 1934 von Franz Nusko in den Beirat des Regierungskommissars für Linz berufen und am 7. November 1934 von diesem Gremium zum Bürgermeister von Linz gewählt. In seiner Amtszeit bemühte er sich mit zahlreichen Baumaßnahmen um eine produktive Arbeitslosenfürsorge, etwa den Bau der Höhenstraße auf den Freinberg und die Intensivierung des sozialen Wohnbaus, wodurch bis 1938 die Arbeitslosenzahl signifikant gesenkt werden konnte. Er war in diesen Jahren auch Bundesführer-Stellvertreter sowie oberösterreichischer Landesführer der Christlich-deutschen Turnerschaft (heute Sportunion).
Nach dem Anschluss Österreichs im März 1938 und der Machtübernahme durch die Nationalsozialisten wurde Bock als Bürgermeister am 12. März 1938 abgesetzt, anschließend verhaftet und als Häftling ins Konzentrationslager Dachau überstellt.
Nach Haftentlassung trat Bock im August 1939 in das Chorherren-Stift Sankt Florian ein und erhielt 1943 die Priesterweihe. Danach war er Kaplan in Lasberg im Mühlviertel. Bock wurde im Oktober 1944 neuerlich von den Nationalsozialisten verhaftet und ins KZ Schörgenhub in Linz überstellt. Im April 1945 wurde er auf Fürsprache des Linzer Weihbischofs Josef Fließer freigelassen und trat seinen Dienst in Lasberg wieder an.
Im Februar 1946 wurde ins Stift St. Florian berufen und hatte dort bis 1956 verschiedene Funktionen inne. Ab 1956 war er Pfarrer von Hofkirchen im Traunkreis und ab 1958 bis zu seinem Tod im Jahr 1966 Stadtpfarrer von Vöcklabruck.
Bock wurde auf dem Priesterfriedhof des Stiftes St. Florian begraben.

## Anerkennungen
- Nach ihm wurde in Vöcklabruck die Dr.-Wilhelm-Bock-Straße benannt.